# Redaktionssekretær
En redaktionssekretær er en redaktionel medarbejder ved et medie.
Redaktionssekretæren er typisk en journalistisk medarbejder. Modsat journalisten, der arbejder med de enkelte historier, befinder redaktionssekretæren sig i redaktionssekretariatet med overblikket over den samlede produktion.
Redaktionssekretærens arbejdsopgaver varierer fra medie til medie; på en avis kan det bestå i udvælgelse af nyheder fra journalisternes artikelforslag og fra andre medier, redigering af artikler og produktion af rubrikker, billedtekster og henvisninger, opsætning af de enkelte sider og sektioner af avisen. Dertil kommer vejledning af producerende journalister og koordinering af fotografer og grafikere på tværs af medieplatforme.
På et magasin kan redaktionssekretærens opgave bestå i at skabe samspil mellem skribent, layouter, tegner, fotograf og billedredaktør.